# 元木咲良
元木咲良（日语：／ Motoki Sakura，2002年2月20日—），埼玉县出身，日本女子摔跤运动员。她曾代表日本参加2024年夏季奥林匹克运动会摔跤比赛，获得女子自由式62公斤级金牌。